# Bedřich Janáček
Bedřich Janáček, född 18 maj 1920 i Prag, död 3 juni 2007 i Lund, var en tjeckisk-svensk organist och tonsättare. 

## Biografi
Janáček studerade vid Statskonservatoriet i Prag för Bedřich Antonín Wiedermann, debuterade som organist 1938 och absolverade mästarklassen i orgel 1946, och blev 1946 lärare vid Statskonservatoriet. Han genomförde bland annat ett 70-tal orgelkonserter i Pragradion, innan han 1948, efter Pragkuppen, lämnade hemlandet i samband med en konsertturné i Skandinavien. Han var en eftersökt solist med omfattande konsertverksamhet och många grammofoninspelningar i bl.a. Sverige och Tyskland.
Han slog sig ner i Sverige och var verksam som konserterande organist i Västeuropa med talrika framträdanden också i radio och under dirigenter som Rafael Kubelik och Nikolai Malko.
Janáček var anställd som vikarierande domkyrkoorganist i Lund under ett par längre perioder, avlade högre kantorsexamen vid Kungliga Musikhögskolan i Stockholm 1961 och blev 1965 församlingsmusiker i domkyrkoförsamlingen. Han var ordinarie organist vid Helgeandskyrkan i Lund under 1980-talet. Sina konsertresor i Europa och USA kunde han fortsätta även under denna tid. Efter 1989 kunde han åter spela i sitt gamla hemland.
Som tonsättare ägnade sig Janáček främst år orgeln men skrev musik också för orgel och blåsare och för kör. Han hade förläggare i Sverige, Danmark, Norge, England, Tyskland och USA. Två koraler tonsatta av Janáček ingår i 1986 års svenska psalmbok, nr 155 (Herren lever, våga tro det) och 399 (Vi bär så många med oss).
Bedřich Janáček var den som räddade landsmannen Bohuslav Martinůs enda orgelverk Vigilia (1959) genom att revidera och fullborda det. Vid återöppnandet av Lunds domkyrka 1963 skrev Bedřich Janáček två motetter och vid invigningen av Helgeandskyrkan 1968 en kantat för kör, soli, orkester och orgel.  Ett exempel på tidiga orgelkompositioner är Two Chorale Preludes publicerade på Oxford University Press 1966. Han har spelat in skivor bland annat på skivmärkena Deutsche Grammophon, Motette, Christophorus och Proprius.

## Priser och utmärkelser
- 1988 – Lunds stads kulturpris[12]
- 1993 – Litteris et Artibus[13]

## Verk
- 18 koraldiskanter
- 25 koralförspel
- 79 koralførspel i Alkusoittokokoelma (Finland)
- 200 koralförspel i Samlingen (Danmark)
- 283 koralförspel i Pärmen (Sverige)
- 323 koralförspel i Permen (Norge)
- Den kärlek du till världen bar. Mel. William Tansur
- Det går ett tyst och tåligt lamm
- Fuga meditativa över Ditt lidande har nått sitt slut
- Höytidsmusikk for orgel og B-trompet: Advent - Jul
- Höytidsmusikk for orgel og B-trompet: Pinsen
- Höytidsmusikk for orgel og B-trompet: Påsken
- Improvisation över Jesu, du mitt liv, min hälsa (Sv.Ps 76)
- Invigningsbön
- Jag lyfter mina händer (Sv.Ps 306). Orgelkoral
- Jag vet på vem jag tror (Sv.Ps 363). Orgelkoral
- Kantat i folklig stil vid orgelinvigning
- Liten partita och ricercare över 'Vart flyr jag för Gud...'
- Marcia festiva alla Guilmant
- Min högsta skatt, o Jesu kär (Sv.Ps 282). Orgelkoral
- Min själ, du måste nu glömma (Sv.Ps 71). Orgelkoral
- Mot fridens land. Tre sånger
- När världens hopp förtvinat stod. Förspel och orgelkoral
- O Jesu Krist, du nådens brunn (Sv.Ps 273) : Orgelkoral
- Om Herren icke bygger huset : Kantat
- Preludium och fuga
- Preludium och fuga över 'Herren lever, våga tro det'
- Preludium på Fastlagssöndagen (Sv.Ps 70)
- Preludium på juldagen. Förspel till Var hälsad skön- a morgonstund
- Pris vare Gud, allena han (Sv.Ps 329). Orgelkoral
- Processionsmusik - del 1
- Processionsmusik - del 2
- Störst är kärleken: Epistelmotett på Fastlagssöndagen
- Så går en dag än från vår tid (Sv.Ps 434) : Orgelkoral
- Tio små andliga sånger
- Tre orgelkoraler
- Tre passionskoraler.[14]

1. Se, vi gå upp till Jerusalem
2. Min själ, du måste nu glömma
3. O huvud, blodigt, sårat

- Tre preludier och fugor över koraler
- Trumpetsatser II till koralerna 646, 651, 657, 674, 727, 733
- Trumpetsatser till koralerna 43, 44 (65, 63), 55, 10- 2 (161,..)
- Två passionskoraler
- Uppfaren är vår Herre Krist

## Diskografi
- Orgelwerke: Bedrich Janáček an der Buxtehude-Orgel in Torrlösa, Schweden (197-?)(Chistophorus SCGLX 73823)
- Hilding Rosenberg: Fantasi och fuga (1970)
- Alexandre Guilmant: Organ Sonatas (1982) (Big Ben 486-573-002-4, UPC: 04865730022)
- Dvořák: Stabat Mater Op. 58 (1995)
- Bedrich Janacek playing Transcriptions for organ (1998)
- Complete Organ Works: Dvorák; Janáček; Foerster; Martinu (1998)
- Martinu: Sacred Works & Madrigals (2000)
- Czech Organ Music Across the Centuries (2002)
- Janáček: Missa Glagolitica (2002)